# Sabine Heß
Sabine Heß, född den 1 oktober 1958 i Dresden i Tyskland, är en östtysk roddare.
Hon tog OS-guld i fyra med styrman i samband med de olympiska roddtävlingarna 1976 i Montréal.